# Dark Paradise
Singles de Lana Del Rey
Ride Young and Beautiful
Dark Paradise est une chanson enregistrée par la chanteuse-compositeur-interprète américaine Lana Del Rey. Sortie le 1er mars 2013, il s'agit du sixième single de l'album Born to Die. De cette chanson, on retiendra surtout la phrase « Everytime I close my eyes, it's like a dark paradise ».

## Historique
Lana Del Rey affirme lors d'une entrevue en juin 2012 qu'elle ne compte pas sortir le titre en tant que single, mais qu'elle dévoilera une vidéo accompagnant la chanson en septembre 2012, ainsi qu'une autre vidéo pour le titre Radio. Mais le clip n'a jamais été publié, pas plus que celui de Radio. Ce ne sont pas les seules vidéos que la chanteuse avait annoncé et qui ne sont toujours pas dévoilées ; le titre Cola devait aussi bénéficier d'un clip. Fin janvier 2013, un remix officiel de la chanson est diffusée sur une radio allemande et annoncée comme prochain single. Le single, en version remixée, sort le 1er mars mais seulement dans certains pays d'Europe de l'Est. 

## Accueil
Le single sort plus de 13 mois après la sortie de l'album et étant le sixième single sans compter les singles promotionnels, il reçoit un mauvais accueil de la part du public. Il ne pénètre dans le top 40 d'aucun pays excepté la Pologne, où la chanteuse est très appréciée, et se classe même cinquième dans ce pays.